# Izvoru Berheciului
Izvoru Berheciului é uma comuna romena localizada no distrito de Bacău, na região de Moldávia. A comuna possui uma área de 40.40 km² e sua população era de 1735 habitantes segundo o censo de 2007.